# Go Go Ackman 2
 (octobre 2019).
Si vous disposez d'ouvrages ou d'articles de référence ou si vous connaissez des sites web de qualité traitant du thème abordé ici, merci de compléter l'article en donnant les références utiles à sa vérifiabilité et en les liant à la section « Notes et références ».
Go Go Ackman 2 est un jeu vidéo de plates-formes tiré du manga Go! Go! Ackman d'Akira Toriyama. Il est sorti sur Super Famicom en 1995.

## Synopsis
Le premier niveau du jeu voit une énième défaite de Tenshi face à Ackman. Une fois le premier Boss battu, Tenshi reçoit l'aide du groupe de Rock, les "Metal Angels", qui comptent l'aider à se débarrasser de Ackman.

## Système de jeu
Dans ce jeu, le joueur incarne Ackman, un jeune démon, qui doit lutter contre des anges et divers ennemis aussi bien terrestres que célestes. Physiquement, Ackman ressemble beaucoup à Trunks, le personnage de Dragon Ball dont Akira Toriyama est aussi l'auteur.
L’humour est également très présent.
Le joueur acquiert différentes armes tout au long du jeu : pistolets, épées, bombes...